# Épehy
Épehy település Franciaországban, Somme megyében. Lakosainak száma 1108 fő (2022. január 1.). Épehy Lempire, Vendhuile, Honnecourt-sur-Escaut, Villers-Guislain, Guyencourt-Saulcourt, Heudicourt, Ronssoy és Villers-Faucon községekkel határos.

## Népesség
A település népességének változása:
| Lakosok száma | 1206 | 1196 | 1145 | 1137 | 1129 | 1125 | 1116 | 1108 |
|               | 2015 | 2016 | 2017 | 2018 | 2019 | 2020 | 2021 | 2022 |